# Honda SH 50
Honda Sh 50 (Sh50, Scoopy) – skuter japońskiej marki Honda, produkowany we Włoszech w latach 1990-2002 dla potrzeb europejskiego rynku motoryzacyjnego. Powstały 2 modele – Sh 50. Mk1 produkowany od 1990 do 1996 i Mk2 produkowany od 1997 do 2002.

## Parametry skutera Honda Sh 50 Mk2
- Silnik dwusuwowy, chłodzony powietrzem.
- Pojemność – 49,9 cm
- Moc maksymalna – 5.2PS/6,750rpm (DIN) (3.8kW/6,750min-1)
- Maksymalny moment obrotowy – 0.52kg-m/6,750rpm (DIN) (5.1Nm/6,750min-1)
- Prędkość maksymalna – zablokowany 45 km/h a odblokowany 95-100 km/h
- Zapłon elektroniczny, CDI
- Automatyczna skrzynia biegów, V-Matic
- Wymiary – 1,867 mm długości x 698 mm szerokości x 1,091 mm wysokości
- Pojemność zbiornika paliwa – 6,3 l
- Pojemność zbiornika oleju – 2,4 l
- Opony – Przód 2.50–16 i Tył  2.75–16
- Hamulce – Przód Tarczowe 220 mm i  Tył Bębnowe 110 mm
- Całkowita waga – 82 kg

### Dostępne kolory
- Fury Red
- Tirreno Blue
- Black
- Bottle Green
- Pasta Green
- Sparkling Red
- Winter Lake Blue Metallic